# High Guardian Spice
 (mars 2022).
La mise en forme du texte ne suit pas les recommandations de Wikipédia : il faut le « wikifier ».
Les points d'amélioration suivants sont les cas les plus fréquents. Le détail des points à revoir est peut-être précisé sur la page de discussion.
- Les titres sont pré-formatés par le logiciel. Ils ne sont ni en capitales, ni en gras.
- Le texte ne doit pas être écrit en capitales (les noms de famille non plus), ni en gras, ni en italique, ni en « petit »…
- Le gras n'est utilisé que pour surligner le titre de l'article dans l'introduction, une seule fois.
- L'italique est rarement utilisé : mots en langue étrangère, titres d'œuvres, noms de bateaux, etc.
- Les citations ne sont pas en italique mais en corps de texte normal. Elles sont entourées par des guillemets français : « et ».
- Les listes à puces sont à éviter, des paragraphes rédigés étant largement préférés. Les tableaux sont à réserver à la présentation de données structurées (résultats, etc.).
- Les appels de note de bas de page (petits chiffres en exposant, introduits par l'outil «  Source ») sont à placer entre la fin de phrase et le point final[comme ça].
- Les liens internes (vers d'autres articles de Wikipédia) sont à choisir avec parcimonie. Créez des liens vers des articles approfondissant le sujet. Les termes génériques sans rapport avec le sujet sont à éviter, ainsi que les répétitions de liens vers un même terme.
- Les liens externes sont à placer uniquement dans une section « Liens externes », à la fin de l'article. Ces liens sont à choisir avec parcimonie suivant les règles définies. Si un lien sert de source à l'article, son insertion dans le texte est à faire par les notes de bas de page.
- La présentation des références doit suivre les conventions bibliographiques. Il est recommandé d'utiliser les modèles {{Ouvrage}}, {{Chapitre}}, {{Article}}, {{Lien web}} et/ou {{Bibliographie}}. Le mode d'édition visuel peut mettre en forme automatiquement les références.
- Insérer une infobox (cadre d'informations à droite) n'est pas obligatoire pour parachever la mise en page.

Pour une aide détaillée, merci de consulter Aide:Wikification.
Si vous pensez que ces points ont été résolus, vous pouvez retirer ce bandeau et améliorer la mise en forme d'un autre article.
High Guardian Spice  est une série télévisée d'animation américaine créée par Raye Rodriguez, qui travaillait auparavant pour Danger & Eggs (en) en tant que designer de personnages,. La série est produite par Crunchyroll Studios (anciennement Ellation) et devait être la première série originale de Crunchyroll avant d'être retardée d'environ deux ans. La série a été diffusée pour la première fois sur Crunchyroll le 26 octobre 2021,.

## Synopsis
Un groupe de quatre jeunes filles qui fréquentent la High Guardian Academy et s'entraînent à devenir les gardiennes de la ville,. Dans le même temps, elles doivent faire face à des amis, des ennemis et des trahisons, tout en essayant de tout protéger d'une menace inconnue,,.

## Personnages

### Personnages principaux
- Rosemary (doublé par Briana Leon) [12] - Une humaine qui est vraisemblablement la chef du groupe de quatre filles, qui a des cheveux roses et qui veut devenir gardienne coûte que coûte.
- Sage (doublé par Lauren White) [3] - L'une des protagonistes, une magical girl humaine et une sorcière qui a les cheveux bleus et utilise la vieille magie.
- Persil (doublé par Amber Romero) [5] - L'une des protagonistes ultérieurs, naine, et une magical girl aux cheveux blonds. Elle travaille également comme forgeron.
- Thym (doublé par Michelle Deco) [3] - Une autre membre du groupe et une magical girl aux cheveux roux qui est elfe, et aussi l'une des protagonistes plus tard. Elle est aussi une archère douée.[pas clair]

### Personnages secondaires
- Lavander (doublé par Liisa Lee) [12] - La mère de Rosemary qui a des cheveux lavande et était autrefois une gardienne connue.
- Amaryllis (doublé par Katie McVay) [5] - Une humaine aux cheveux violets, méchante et autoritaire, qui fréquente la même académie.
- Snapdragon (doublé par Julia Kaye) [5] - Une étudiante humaine sarcastique et maladroite, amie d'Amaryllis, aux cheveux roux, qui fréquente la même académie.
- Mandrake (doublé par AJ Beckles) [12] - Un humain métamorphe et sorcier.
- La Triade (doublé par Salli Saffioti) -  Les directrices humaines de l'académie.
- Professeur Hakone (doublé par Anthony Brandon Walker) [3] - Un professeur humain qui enseigne les tactiques de combat.
- Parnelle (doublé par Barbara Goodson) [12] - Le plus jeune étudiant humain de l'académie et un enfant prodige[13].
- Neppy Cat (doublé par Cam Clarke) [3] - Un chat domestique près de l'académie qui avait des pouvoirs secrets.
- Slime Boy (doublé par Julian Koster) [12] - Un garçon sorcier humain et étudiant de deuxième année qui aime les monstres et est musicien.
- Professeur Caraway (doublé par Raye Rodriguez) [12] - Un professeur humain qui enseigne un cours sur les alphabets sacrés et est un puissant gardien. Il est également un homme transgenre.
- Moss Phlox (doublé par Audu Paden) - Un professeur satyre qui enseigne la forge et est un gardien.
- Fennel (doublé par AJ Beckles) - Le père de Rosemary qui a des cheveux violets.
- Chicory (doublé par AJ Beckles) - Le frère de Rosemary qui a des cheveux lavande[3].
- Anis (doublé par Haviland Stillwell [14]) - La cousine lesbienne de Sage.
- Aloe (doublé par Joy Lerner) - L'épouse lesbienne elfe d'Anise.
- Wyverna Dretch (doublé par Haviland Stillwell) - Une professeure diablesse qui enseigne un cours d'éthique à l'académie.
- Olive (doublé par Stephanie Sheh) - Une catgirl travaillant pour le Triumverate.

## Production et sortie
En 2013, Rodriguez a d'abord eu l'idée de la série et l'a présentée à Frederator Studios, mais elle a été rejetée. Elle a ensuite été présentée à Crunchyroll en 2016, développée en comics en 2017, puis relancée en 2018 lorsque Marge Dean a commencé à travailler pour Crunchyroll, devenant ainsi une série télévisée 
La série animée a commencé à être produite en 2017. Selon le résumé de Claire Stenger, co-développeuse, écrivaine et co-rédactrice de la série animée, elle a travaillé sur des documents de pitch, aidé aux sessions de doublage, donné des notes et aidé à l'écriture, entre septembre 2017 et octobre 2018 La série devait initialement sortir début 2019, mais a été repoussé,,. La production de la série s'est achevée à l'automne 2019, comme l'a noté Raye Rodriguez le créateur de la série, et Anime News Network, même si Crunchyroll n'a pas respecté les délais de sortie en 2019 et 2020. Certains ont affirmé que la réaction négative de certains à la série était la raison pour laquelle il y avait un manque de communication ou de sortie de la série. Rodriguez a déclaré avoir produit "douze épisodes de 22 minutes" de la série sur son site officiel. Ce nombre d'épisodes a été confirmé avec l'annonce officielle de la date de première de la série en octobre 2021. Outre Rodriguez, qui est un homme transgenre, la série disposait d'une salle d'écriture entièrement composée de femmes, et d'une équipe à 50 % féminine, et "très diversifiée sur le plan ethnique et LGBTQ+", selon la directrice de Crunchyroll Studios, alors nommée Ellaton Studios, Margaret Dean.
Le 25 février 2020, Crunchyroll a publié une bande-annonce pour 8 séries originales, dont High Guardian Spice  et sept autres. 
Le 4 septembre 2020, Ethan Supovitz de CBR a décrit la série comme un prochain original de Crunchyroll qui sortirait en 2020, mais n'a donné aucune date exacte. Plus tard ce mois-là, il a été révélé que Kristle Peluso, qui était également scénariste pour Onyx Equinox et la deuxième saison de gen: LOCK, était scénariste pour la série. Le 15 novembre 2020, Constance Sarantos de CBR a écrit un article plaidant pour que Crunchyroll sorte la série, cette dernière étant silencieuse sur la date de sortie de l'émission, notant qu'elle a reçu un contrecoup lors de son annonce initiale, mais que le retard semble ridicule à ce stade.
Le 13 mai 2021, Rodriguez a dit aux gens d'être "à l'affût" de nouvelles concernant la série plus tard dans l'été.
En juin 2021, il a été annoncé qu'à la Crunchyroll Expo 2021 virtuelle, qui se tiendra du 5 au 7 août 2021, il y aura des "nouvelles" sur la série, en particulier lors du Crunchyroll Industry Panel le 6 août,,. Le même mois, Anime News Network a déclaré que l'émission recevrait une "nouvelle date de sortie à l'été 2021" et qu'aucune autre émission du studio n'a été annoncée à part High Guardian Spice. Le 6 août 2021, une bande-annonce de la série est sortie, ainsi qu'un nouvel art des personnages de la série , Dans l'annonce, aucune date de sortie n'a été notée, seulement qu'elle sera bientôt diffusée et que la série avait des influences de magical girl,.
Le 21 septembre 2021, Crunchyroll a listé la série dans son programme de l'automne 2021,,.
Le 10 octobre 2021, Crunchyroll a révélé la date de sortie au 26 octobre 2021 et la liste des acteurs. La série a fait ses débuts en 12 épisodes,. Avant les débuts de l'émission, Animation Magazine a déclaré que Rodriguez voulait faire du monde un "endroit plus aimant et plus empathique en partageant des histoires fantastiques sur des personnages queer, divers et attachants."
Dans une interview de novembre 2021, Rodriguez a indiqué qu'il s'était inspiré de Magic Knight Rayearth, Sailor Moon, Petite Princess Yucie (en) et Little Witch Academia, et a décrit la série comme ayant un "style de dessin animé hybride oriental et occidental". Il a également fait l'éloge des acteurs et de l'équipe de la série, a noté la représentation de différents types de corps dans la série et a affirmé que le message de la série est qu'être un Gardien signifie risquer sa vie pour défendre ses convictions, tandis que les protagonistes "doivent décider par eux-mêmes si c'est vraiment le chemin qu'ils veulent emprunter".
en janvier 2022, Rodriguez a révélé que la série était "significativement à petit budget par rapport aux normes d'animation américaines", disant que beaucoup des problèmes que les gens attribuent à la série, en termes d'écriture et d'art, pourraient être "attribués à ce petit budget." Il a ajouté que, même si la série était diffusée sur Crunchyroll, il s'agissait d'un dessin animé créé à l'aide d'un pipeline de production similaire à celui des animations américaines comme celles de Cartoon Network, décrivant la série comme ambitieuse sur le plan artistique dans le cadre du calendrier et du budget qui lui étaient fournis. Il a également déclaré qu'Onyx Equinox (en) a appris des erreurs commises dans la série et qu'il s'agissait d'une union, mais qu'il y avait "beaucoup de la même équipe et du même pipeline" et a exhorté les gens à penser à ce qui s'est passé dans les coulisses tout en pensant à ceux qui ont commencé à détester la série.

## Représentation LGBT
La série met en scène divers personnages LGBTQ. Anise, la cousine de Sage, est mariée à une Elfe nommée Aloe. Anise est interprétée par Haviland Stillwell, une femme lesbienne. Le professeur Caraway, professeur à la High Guardian Academy, est un homme trans. Dans le troisième épisode "Transformations", il est révélé qu'il est un homme trans, et est interprété par le créateur de la série, Raye Rodriguez,,. Snapdragon est une femme trans. Au cours de la série, Snapdragon "Snap" découvre qui elle est et Caraway l'aide à progresser vers la transition de genre. La doubleuse de Snap, Julia Kaye, a confirmé que Snap est une femme transgenre et que Rodriguez a basé certains aspects du personnage sur elle. Rodriguez a également confirmé que Snap est une femme transgenre. La série comprend également des acteurs LGBTQ, comme Cam Clarke, ouvertement gay (qui interprète Neppy Cat et Sorrel), et Julian Koster, (qui interprète Slime Boy).
En octobre 2021, Rodriguez a été décrit comme étant "passionné par le fait de raconter des histoires diverses et inclusives" et noté comme voulant partager "des histoires fantastiques sur des personnages queer, divers et attachants.". Dans une interview de novembre 2021, Rodriguez a souligné l'importance de la représentation et s'est montré optimiste quant à l'inclusion dans l'animation. Il a également félicité Crunchyroll pour n'avoir donné aucun refus à la représentation LGBTQ dans la série, ajoutant que dans le monde de High Guardian Spice, les gens sont "généralement beaucoup plus détendus à propos des personnes LGBTQ+ qu'ils ne le sont dans la vie réelle."

## Cast
- Briana Leon - Rosemary
- Lauren White - Sage
- Amber Romero - Parsley
- Michelle Deco - Thyme, Sage's Mom (Ep. 1), Flirting Lady (Ep. 8)
- A.J. Beckles - Chicory (Ep. 1), Sage's Dad (Ep. 1), Mandrake (Ep. 12)
- SungWon Cho - Cal (Eps. 8-9, 11-12), Demon (Ep. 10), Kelp (Ep. 11)
- Cam Clarke - Neppy Cat (Eps. 3, 8-9, 11), Sorrel (Ep. 4)
- Barbera Goodson - Redbud (Eps. 2, 4-5, 7, 9, 11-12), Parnelle (Eps. 2, 5-6, 9-10, 12), Thistle (Ep. 7), Clover (Ep. 7), Nettle (Ep. 7), Redbug (Ep. 7)
- Julia Kaye - Snapdragon (Eps. 2-3, 5-6, 8-12)
- Julian Koster - Slime Boy (Eps. 4-5, 8-10, 12)
- Liisa Lee - Lavender (Eps. 1, 3, 12)
- Wendee Lee - Angie (Ep. 4)
- Joy Lerner - Aloe (Eps. 1, 4, 8-9)
- Katie McVay - Parsley's Brothers (Eps. 1, 4), Amaryllis (Eps. 2-3, 5-12), Trabers (Eps. 3-4), Lyngarth Children (Ep. 7)
- Audu Paden - Fennel (Ep. 1), Grog (Ep. 1), Moss Phlox (Eps. 2-3, 12), Grogs (Eps. 3, 5), Old Lady (Ep. 7), Old Man (Ep. 7), Diamond Giants (Ep. 7), Buckles (Ep. 7), Smoke Face (Eps. 7-9, 12), Hawthorn (Ep. 11), Yarrow (Ep. 11), The Triumverate (Ep. 12)
- Cindy Robinson - Flora (Eps. 4, 8-9), Zinnia (Ep. 7), Centaur Colonel (Eps. 9-10)
- Raye Rodriguez - Caraway (Eps. 2-3, 6, 8-9, 11-12), Dragon (Ep. 7), Evil Trabers (Ep. 7), Kino (Ep. 8)
- Salli Saffioti - The Triad (Eps. 2-3, 7, 11)
- Stephanie Sheh - Olive (Eps. 7-9, 11-12)
- Evan Smith - Aster (Ep. 6)
- Haviland Stillwell - Anise (Eps. 1, 4, 8-9), Dretch (Eps. 2-3, 7, 12), Coral (Ep. 11)
- Karen Strassman - Elodie (Ep. 11)
- Anthony Brandon Walker - Hakone (Eps. 2, 5-7, 12), Camphor (Eps. 8-10)

## Crew
Opening credits
- Executive Producer: Raye Rodriguez
- Executive Producer: Margaret M. Dean
- Produced By: Marisa Balkus
- Supervising Director: Audu Paden
- Edited By: Jessica Shobe
- Music By: Steven Argila
- Story Editor: Amalia Levari (Eps. 1-11)
- Created By: Raye Rodriguez
- [insert episode title here]
  - Written By: Kate Leth (Eps. 1-4, 6, 8), Amalia Levari (Eps. 1-2, 6), Katie McVay (Eps. 1-2, 5-10), Kristle Peluso (Eps. 8-9, 11-12)
  - Directed By: Audu Paden (Ep. 1), Raye Rodriguez (Ep. 1), Alan Caldwell (Ep. 2), Amber Tornquist Hollinger (Eps. 3, 6, 10), Michael Goguen (Eps. 4, 7, 11), Emi Yonemura (Eps. 5, 8-9), William Ruzicka (Ep. 12)

Closing credits
- Voice Direction: Audu Paden
- Co-Developed: Raye Rodriguez, Claire Stenger
- Co-Story Editor: Claire Stenger
- Co-Executive Producer: Branon Coluccio
- Line Producer: Phil S. Crain
- Production Manager: Leslie Granger
- Design Coordinator: Jenna Howard
- Design Production Assistant (Eps. 1-11) → Color Coordinator (Ep. 12): Hank Bieber
- Writing Assistant: Amalia Levari (Ep. 9), Kristle Peluso
- Storyboard Coordinator: Mallin Alter
- Storyboard Production Assistant: Daniel Nix
- Post Production Assistants (Eps. 1, 3-12) → Post Production Assistant (Ep. 2): Cheryl Alvarez, Jon Dewey
- Storyboard Artists: Sofia E. Alexander (Eps. 3-4, 6-7), Kevin Altieri (Ep. 12), Samir Barrett (Ep. 11), Bryan Baugh (Eps. 1, 4, 7, 10), Alan Caldwell (Eps. 1-3, 5, 10), Regis Camargo (Ep. 7), Tom Caulfield (Ep. 8-9), Davin Cheng (Eps. 2, 5-6, 8-10), Brianne Drouhard (Ep. 10), Tim Eldred (Eps. 3, 6-7, 11), Michael Goguen (Eps. 3-4, 7, 11), Juston Gordon-Montgomery (Ep. 1), Amber Tornquist Hollinger (Eps. 3, 6, 10, 12), Matthew Humphreys (Ep. 9), Polyna Kim (Eps. 7, 11-12), Yujin Lee (Eps. 2-3, 5-6, 8-9), Brandon McKinney (Eps. 7, 11-12), Matthew Mecenas (Ep. 10), Eric Meister (Eps. 7, 11), Valerie Nielsen (Ep. 1), Shaunt Nigoghossian (Ep. 4), Allen Oka (Eps. 1-4, 6-12) (miscredited as Allan Oka in episodes 7 and 10), Beth Pecora (Ep. 9), Byron Penaranda (Eps. 2-3, 5), Mickey Quinn (Ep. 1), Ashwin Ramakrishnan (Eps. 10, 12), William Ruzicka (Eps. 1-6, 8-9, 11-12), Kaitrin Snodgrass (Ep. 3), Brandon Williams (Ep. 2), Emi Yonemura (Eps. 1-3, 5-6, 8-9, 11-12)
- Storyboard Revisionists: Andria Besancon (Eps. 6-12), Caitlin Rose Boyle (Eps. 1-8, 10), Lake Fama (Ep. 3), Polyna Kim (Ep. 10), Matthew Mecenas (Eps. 1-7, 9-12), Eric Meister (Ep. 12), Christina Mijares-Doung (Eps. 5-9, 11-12), Beth Pecora (Eps. 1-5, 7, 8, 10-12), Marky Szram (Eps. 1-4, 6)
- Art Director: Denise Fuller
- Background Design: Jamie James Batrez (Eps. 1-11), Mindy Lee, Jonathan Renoni, Cami Sanders, Faith Schaffer
- Visual Development Artist: Faith Schaffer
- Character Design: Ellen Alsop (Eps. 1-12), Rae Geiger (Ep. 8-10), Beth Pecora (Eps. 1, 11), Thomas Perkins (Ep. 3, 7), Felicia de Vera (Eps. 1-12)
- Prop Design: Celina de Guzman, Soyeon Yoo
- Background Color: Jamie James Batrez, Kevin Deal, Jason Hazelroth, Willie E. Sims
- Color Stylists: Jamie James Batrez, George Cox, Alane Grace, Clara Horst
- Timing Supervisor: Don Judge (Eps. 2-10), Jungja Kim-Wolf (Eps. 1, 11-12)
- Timers: Nancy Avery (Eps. 7-9, 11-12), Ray Claffey (Eps. 2-6, 8-12), Phil Cummings (Eps. 9, 12), Robert Hughes (Eps. 5-7), Jill Jacobs (Ep. 1), Don Judge (Ep. 1), Jordan Judge (Eps. 6-12), Jungja Kim-Wolf (Eps. 2-3, 8, 10), Terry Lennon (Eps. 2-12), Michel Lyman (Eps. 1-2), Herb Moore (Ep. 1), Juli Murphy (Eps. 3-12), Hellen Roh (Eps. 1-4)
- Checking: Leslie Granger, Wendy Jacobsmeyer
- Track Reading: Slightly Off Track
- Director of Post Production: Matt Singer
- Animatic Editor: Rick Menze (Ep. 3-12)
- Assistant Editors: Carolina Correa, Alex McDonald, Peter Truss (Eps. 1-6), Rick Menze (Ep. 11)
- Visual Effects: Aaron Chavda (Eps. 1-12), Brenna Coleman (Eps. 1-12), Laurel Coleman (Ep. 7), Dustin Grissom (Eps. 1, 8-12)
- End Credits Animation: Michael Nanna
- End Credits Character Backgrounds and Color: Faith Schaffer (Ep. 12)
- Voice Casting: Verte Films
  - Casting Director: Rene Veilleux
  - Voiceover Producer: Rafael Estrella
  - Voiceover Production Coordinator: Kelsey Miller
- PreProduction Sound Services: Salami Studios
  - Sound Engineers: Jon Abelardo, Sean Jacobson, Mark Mercado, Ranen Nowlin, Sam Porcaro
- Animation Service: DR Movie (Eps. 1, 3, 5, 7, 10-11)
  - Animation Director (Eps. 1, 3, 5) → Animation Directors (Eps. 7, 10-11): Youngsu Kim (Ep. 11), Jae-eui Kwak (Eps. 1, 3, 5, 7, 10-11), Jeha Yoo (Eps. 7, 10-11)
  - Production Managers: Sunchul Hwang (Eps. 1, 10-11) (miscredited as Sunchui Hwang in episode 1), Jongyeol Im (Eps. 1 & 3), Hyeondo Kang (Eps. 3 & 7), Minsung Park (Eps. 5, 7, 10-11)
  - Production Coordinators: Narae Lee, Steve Lee
  - Layout Artists: Younghee Han, Chanhee Kim, Kijun Kim (Ep. 11)
  - Key Animation: Jaehoon Choi (Eps. 1, 3), Seungbong Im (Ep. 11), Hyeongeok Jang (Eps. 1, 3, 5, 7, 10-11), Inok Jung (Ep. 11), Soohyun Kang (Ep. 11), Il Kim (Ep. 10), Jaejun Kim (Eps. 1, 3, 5, 7, 10), Jooyoung Kim (Eps. 1, 3, 5, 7, 10) → Juyoung Kim (Ep. 11), Songpil Kim (Ep. 10), Youngsu Kim (Ep. 11), Bumgil Lee (Eps. 1, 3, 5, 7, 10-11), Chang Lee (Eps. 5, 7, 10-11), Mihyung Lee (Ep. 10), Mingu Lee (Eps. 5, 7), Okmi Lee (Eps. 1, 3, 5, 7, 10-11), Yangsoo Lee (Ep. 10), Changu Park (Ep. 11), Hoon Park (Eps. 1, 3, 5, 7, 10-11), Seonggi Park (Eps. 7, 10), Siok Park (Eps. 1, 3, 5, 7, 10-11), Hyunkyu Shin (Eps. 1, 3, 5, 7), Taeyoung Shin (Ep. 10), Sungsoo Yuk (Eps. 1, 3, 5, 7, 10-11)
  - Inbetween Supervisors: Yong-o Bae (Eps. 1, 3, 5, 7, 11), Hyejin Jeon (Eps. 1, 3, 5, 7, 10-11), Jinki Kim (Eps. 1, 3, 5, 7, 10-11), Euna Park (Eps. 1, 3, 5, 7, 11)
  - Final Checker (Eps. 1, 3, 5, 7, 11) → Final Checkers (Ep. 10 only): Jong min Choi (Eps. 1, 3, 5, 7, 10-11), Euna Park (Ep. 10 only)
  - Background Director: Yoonho Lee
  - Composite Director: Unsik Kim
  - Scan: Kyeong hwa Choi, Kyesoon Kang
  - Color Supervisors: Junggyun Han, Jinkyung Kim
  - Model Checker (Eps. 1, 3, 5, 7) → Model Checkers (Eps. 10-11): Yeonju Baek (Eps. 10-11), Eunkyung Cho (Ep. 10 only), Youngsik Im (Eps. 1, 3, 5, 7, 10-11), The Sun (Ep. 10 only)
- Animation Service: Lotto Animation (Eps. 2, 4, 6, 8-9, 12)
  - Animation Directors: E Choul Kim, Young Che Kim
  - Production Managers: Dae Ho Kim, Hyung Muk Lim
  - Production Coordinators: Hyoung Min Do, Jin Hwa Heo, Kyong Soon Yu
  - Layout Artists: In Cheul Jeong, Chan Hui Kim, Jin Seok Park, Hyun Woo Seo (Eps. 2 and 4)
  - Model Checker: Hye Jin Lim (Eps. 2, 4, 6, 8-9, 12), Myong Ae Shim (Eps. 6, 8-9, 12)
  - Key Animation: Dae Kyu Heo, Man Su Jeong, Hun Jo, Han Hyoung Lee, Hyuk Soo Lee, Jeong Seok Lee
  - Inbetween Supervisors: Yu Jung Kim, Ji Hee Lee, Dong Hee Yun
  - Scan: Kwang Chan Park
  - Color Supervisors: Ki Yeon Kim, Myoung Sook Lee, Mi Ae Na
  - Final Checker: Ho Sun Shin
  - Background Directors: Jin Sook Cho, Heon Hee Kim, Na Young Shin
  - Composite Directors: Yu Ri Choi, Seung Heon Lee, Sang Bang Oh
  - CGI Director: Hyeong Jun Pak
- Post Production Sound Services: Advantage Audio Services (credited as Advantage)
  - Re-Recording Mixers: Fil Brown, Melissa Ellis
  - Sound Editor: Robert Poole II
  - Dialogue Editor: Robbi Smith
  - Foley Mixer: David Bonilla
  - Foley Artist: J Lampinen
  - Digital Audio Transfer: Gabe Gelbrecht, Robert Pratt
- Crunchyroll Studios
  - Vice President, Head of Business Affairs: Susan Sheppard
  - Project Manager: Andrew Webb
  - Production Accountant: Karen Moehring
  - Director of Studio Operations: Caryn Jacob
  - Facilities Coordinator: Kellen Banos
  - IT Support: Levon Petrosyan
  - Studio Production Assistant: Billy Finkenstaedt (Eps. 5, 7, 10-11), Andee Kiraly
- ©2020 Crunchy Onigiri, LLC
- crunchyroll™ STUDIOS

## Music
Opening Theme - "Became the Light"
Written by Amalia Levari / Performed by Windy Wagner / Composed by Steven Argila
Ending Theme - "Friends for a Lifetime"
Written by Audu Paden / Performed by Briana Leon and Lauren White / Composed by Steven Argila
Insert Song - "The Guardian's Path" (Ep. 9 only)
Written by Raye Rodriguez / Performed by Julian Koster / Composed by Steven Argila

## Épisodes
| n° | Titre                            | Réalisé par                 | Scénarisé par                           |
| --- | -------------------------------- | --------------------------- | --------------------------------------- |
| 1 | En route pour Lyngarth           | Audu Paden & Raye Rodriguez | Kate Leth, Amalia Levari, & Katie McVay |
| Rosemary et Sage, deux jeunes filles originaires du village d’Old Pebble, partent pour la ville de Lyngarth afin d’étudier à l’Académie des grands gardiens. Une fois sur place, elles ne tardent pas à se faire leur première amie.                                   |                                  |                             |                                         |
| 2 | Journée de désorientation        | Alan Caldwell               | Kate Leth, Amalia Levari, & Katie McVay |
| Pour leur première journée à l’Académie, les apprentis gardiens sont accueillis par les membres de la Triade. Leur premier devoir sera d’écrire un serment. |                                  |                             |                                         |
| 3 | Transformations                  | Amber Tornquist Hollinger   | Kate Leth                               |
| Pendant que Rosemary peine à trouver son domaine de spécialisation, Sage essaie de préparer une potion, et Parsley accomplit une mission pour Moss Phlox. |                                  |                             |                                         |
| 4 | Présent passé                    | Michael Goguen              | Kate Leth                               |
| Une infestation de trabbers entraîne la fermeture temporaire de l’Académie. Pendant que Parsley invite Thyme à passer le week-end chez elle, Sage continue d’être tiraillée entre son désir d’apprendre la magie moderne et son envie de ne pas faire honte à sa mère. |                                  |                             |                                         |
| 5 | Cause perdue                     | Emi Yonemura                | Katie McVay                             |
| En stratégie militaire Rose, Parsley et Snapdragon doivent rédiger une dissertation. Dans le cours de Mme Redbud, Sage est obligée de travailler avec Thyme et Amaryllis. Son penchant pour la magie ancienne continue de lui valoir des moqueries.                    |                                  |                             |                                         |
| 6 | Obstacle insurmontable           | Amber Tornquist Hollinger   | Amalia Levari, Kate Leth, & Katie McVay |
| Les élèves doivent former des groupes de deux pour participer à un grand parcours d’obstacles. Malheureusement, ce n’est pas à eux de décider qui sera leur partenaire de qui.                                                                                         |                                  |                             |                                         |
| 7 | La caverne de Vinca              | Michael Goguen              | Katie McVay                             |
| Les apprentis gardiens partent pour leur première mission souterraine : rapporter une fiole d’eau régénératrice. Rosemary, Sage, Parsley et Thyme doivent s’unir pour braver les monstres qui se terrent dans les profondeurs de la caverne de Vinca.                  |                                  |                             |                                         |
| 8 | Le festival d'automne 1re partie | Emi Yonemura                | Kate McVay, Kristle Peluso & Kate Leth  |
| À l’occasion de l’automne, Lyngarth organise sa procession et son festival annuels. Pendant que les filles s’amusent, Neppy Cat se transforme à nouveau pour les avertir du danger qui les guette.                                                                     |                                  |                             |                                         |
| 9 | Le festival d'automne 2de partie | Emi Yonemura                | Kate McVay & Kristle Peluso             |
| Rosemary, Sage et Thyme se lancent à la poursuite d’Olive tout en cherchant un moyen de sauver la population de Lyngarth. |                                  |                             |                                         |
| 10 | Souvenirs de jour de pluie       | Amber Tornquist Hollinger   | Katie McVay                             |
| Amaryllis et Rose élaborent un plan pour se réconcilier avec Snapdragon et Sage. De son côté, Thyme cherche un moyen d’entrer en contact avec son père. |                                  |                             |                                         |
| 11 | Le scypith                       | Michael Goguen              | Kristle Peluso                          |
| La Triade envoie ses meilleurs élèves en mission de sauvetage. Un dragon de mer menace les êtres de l’eau et l’Institut honorifique de Sirena, pendant sous-marin de l’Académie des grands gardiens.                                                                   |                                  |                             |                                         |
| 12 | L'attaque de l'académie          | William Ruzicka             | Kristle Peluso                          |
| Le Triumvirat envoie Mandrake, un assassin, prêter main-forte à Olive. Les filles vont devoir redoubler de vigilance. |                                  |                             |                                         |

## Réception

### Avant la sortie
En mars 2020, John Witiw de CBR a déclaré que la série leur rappelait RWBY, Mysticons et Harry Potter, tout en notant que les noms des personnages font référence à "Scarborough Fair", une ballade folklorique anglaise rendue populaire par Simon & Garfunkel. Un autre critique, Ethan Supovitz, également de CBR, a déclaré que la série avait "beaucoup d'influences animées", tout en mélangeant l'animation orientale et occidentale, la qualifiant de rappelant Steven Universe, The Owl House et Donjons & Dragons.
L'annonce de la série - et l'implication que Crunchyroll commençait à produire ses propres médias plutôt que des anime et autres contenus asiatiques - a déclenché une controverse au sein de la communauté des anime,. Tom Capon, de Gay Star News, a décrit Rodriguez comme la "force créatrice" de la série, notant qu'il "dirigera une équipe d'écriture entièrement féminine." Callum May, de Anime News Network, a écrit qu'en raison de la réaction de certains au dévoilement de la série, Crunchyroll semblait avoir repoussé la sortie de la série de près de deux ans.

### Après la sortie
Les réactions à cette série ont été mitigées. Sur de nombreux sites d'évaluation publics, la série a été critiquée pour son animation, ses thèmes, son histoire, et a fait l'objet d'un review bombing (en),. Les publications axées sur les questions LGBT étaient généralement plus positives. Chiaki Hirai a analysé le premier épisode pour Anime Feminist, le décrivant comme une série confortable et "agréable". Elle a fait l'éloge du cadre et de l'histoire de la série, et a déclaré que la "positivité LGBTQ explicite" était remarquable. Elle a toutefois critiqué l'absence de sous-titres en anglais, estimant qu'il était difficile pour les malentendants de regarder la série. Evan Valentine, dans un article pour ComicBook.com, a décrit la série comme ayant une "esthétique unique". Jade King de The Gamer a décrit la série comme n'ayant pas "peur d'afficher son identité queer" et a qualifié les personnages de "brillants, colorés et aimants.". David Kaldor, de Bubble Blabber, s'est montré plus critique, décrivant la série comme étant "bien en dessous de la moyenne". Il a qualifié le ton de la série d'incohérent, avec des jurons et du sang à l'occasion, et a déclaré qu'il avait l'impression que le développement de l'intrigue était lent, et qu'il ne s'agissait pas d'un "hit révolutionnaire", ce qui ne le rendait pas enthousiaste pour une autre saison. Samuel Gachon de Collider a déclaré que les séries inspirées des anime comme High Guardian Spice et RWBY ne sont "pas toujours géniales".

## Franchise

### Produits dérivés
Le 12 novembre 2021, Crunchyroll a annoncé qu'un jeu de pin's des personnages Rosemary, Sage, Parsley, et Thyme, dans le style chibi du générique de fin de la série, pouvait être acheté sur la boutique en ligne de la société.

### Recettes
Le 10 décembre 2021, Crunchyroll a partagé quatre recettes inspirées de la série, allant de " friandises sucrées à salées ".